# 塞韦罗·奥乔亚

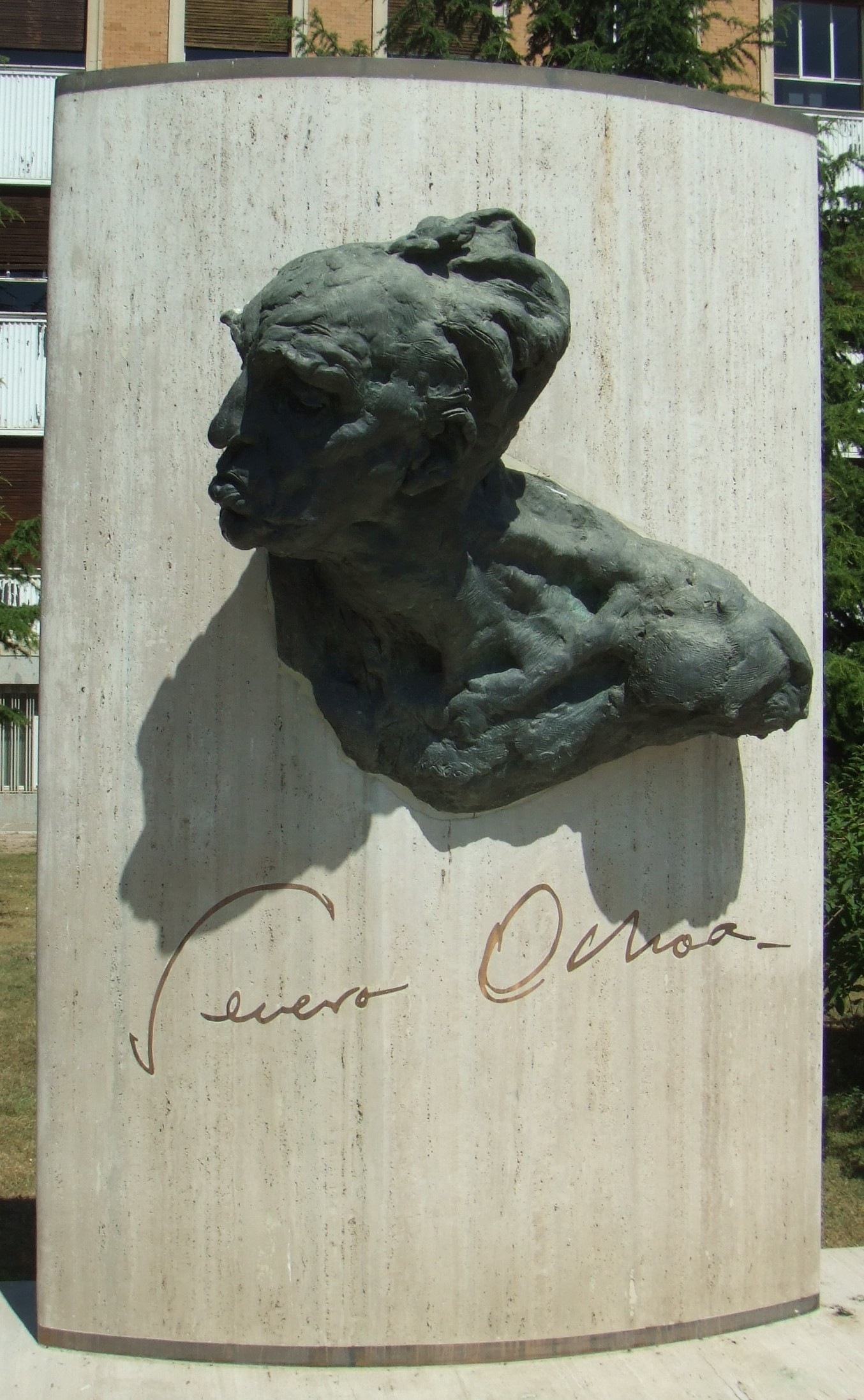
马德里康普鲁藤斯大学医学院塞韦罗·奥乔亚雕像

塞韦罗·奥乔亚·德阿尔沃诺斯（西班牙語：Severo Ochoa de Albornoz，1905年9月24日—1993年11月1日），西班牙裔美国生物化学家，1959年诺贝尔生理学或医学奖获得者。

## 生平
塞韦罗·奥乔亚出生于西班牙的Luarca。他的父亲是一个律师和商人，在他7岁时逝世，他母亲带着他搬到了马拉加，他在那里一直呆到高中毕业。受1906年诺贝尔奖获得者圣地亚哥·拉蒙-卡哈尔的影响，他对生物学很有兴趣。1923年，他进入马德里大学医学院，希望能与卡哈尔一起工作，但是卡哈尔退休了。1929年，他以优秀成绩获得了硕士学位。1931年他与卡曼·加西亚·科维安（Carmen Garcia Cobian）结婚，他们没有孩子。
1938年之前，他在很多地方与不同的人共事。比如奥托·迈尔霍夫将他任命为位于海德堡的马克思·普朗克医学研究所（Max Planck Institute for Medical Research）研究助理，他在那里工作了一年。1938年到1941年期间，他是牛津大学的研究助理。之后他到了美国，再度在很多大学担任不同的工作。
1942年，他在纽约大学医学院得到了研究的职位，并于1945年成为生物化学助理教授，1946年成为药理学教授，1954年成为生物化学教授，之后成为生物化学系主任。
1956年他加入美国国籍，1959年，因在核糖核酸的合成的贡献而获得诺贝尔生理学或医学奖。
之后他继续研究蛋白质生物合成和核糖核酸复制，直到1985年。1979年，他获得美国国家科学奖章。1985年后，他回到西班牙，为西班牙科学机构和科学家提供建议。1993年，他逝世于马德里。